# Đớp ruồi Hải Nam

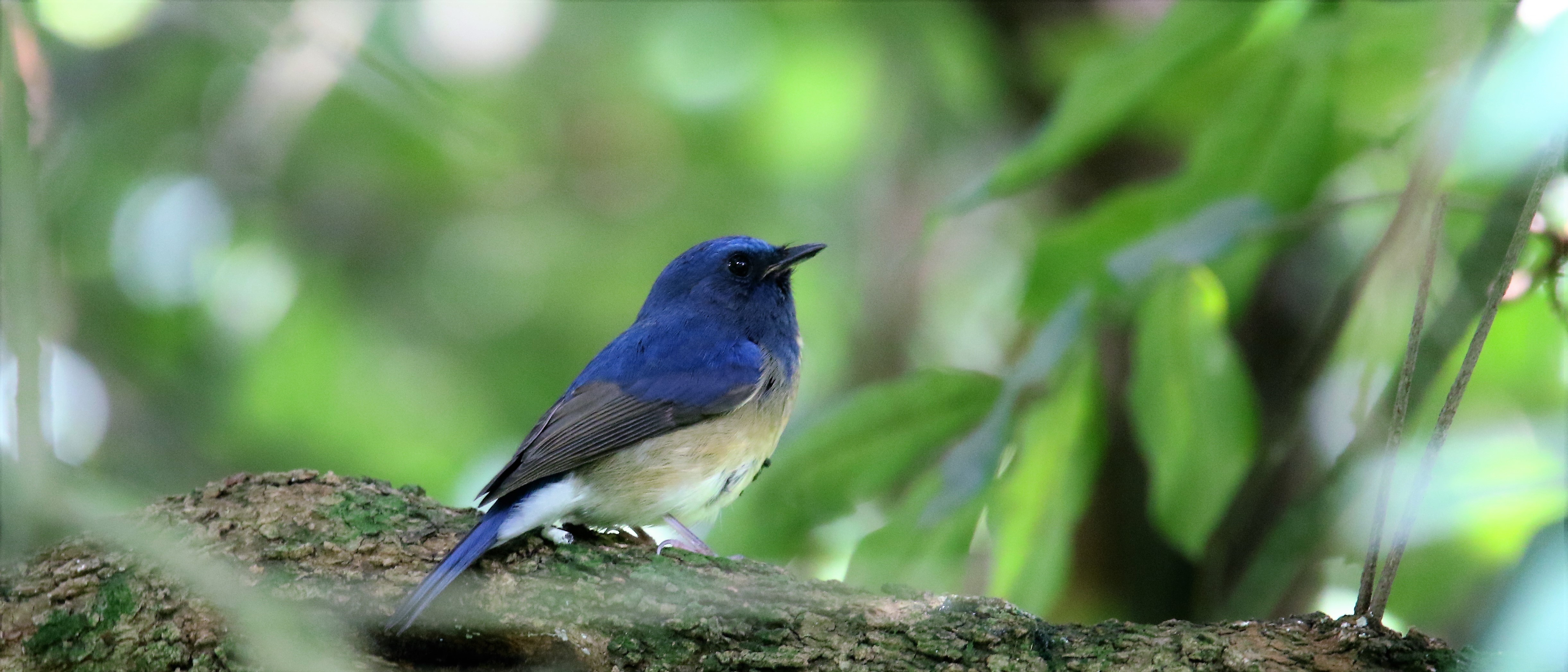
Đớp ruồi Hải Nam

Đớp ruồi Hải Nam (Cyornis hainanus) là một loài chim trong họ Muscicapidae.
Loài này được tìm thấy ở Campuchia, Trung Quốc, Hồng Kông, Lào, Myanmar, Thái Lan, và Việt Nam. Môi trường sống tự nhiên của chúng là rừng thấp ẩm nhiệt đới hoặc cận nhiệt đới.

## Tham khảo

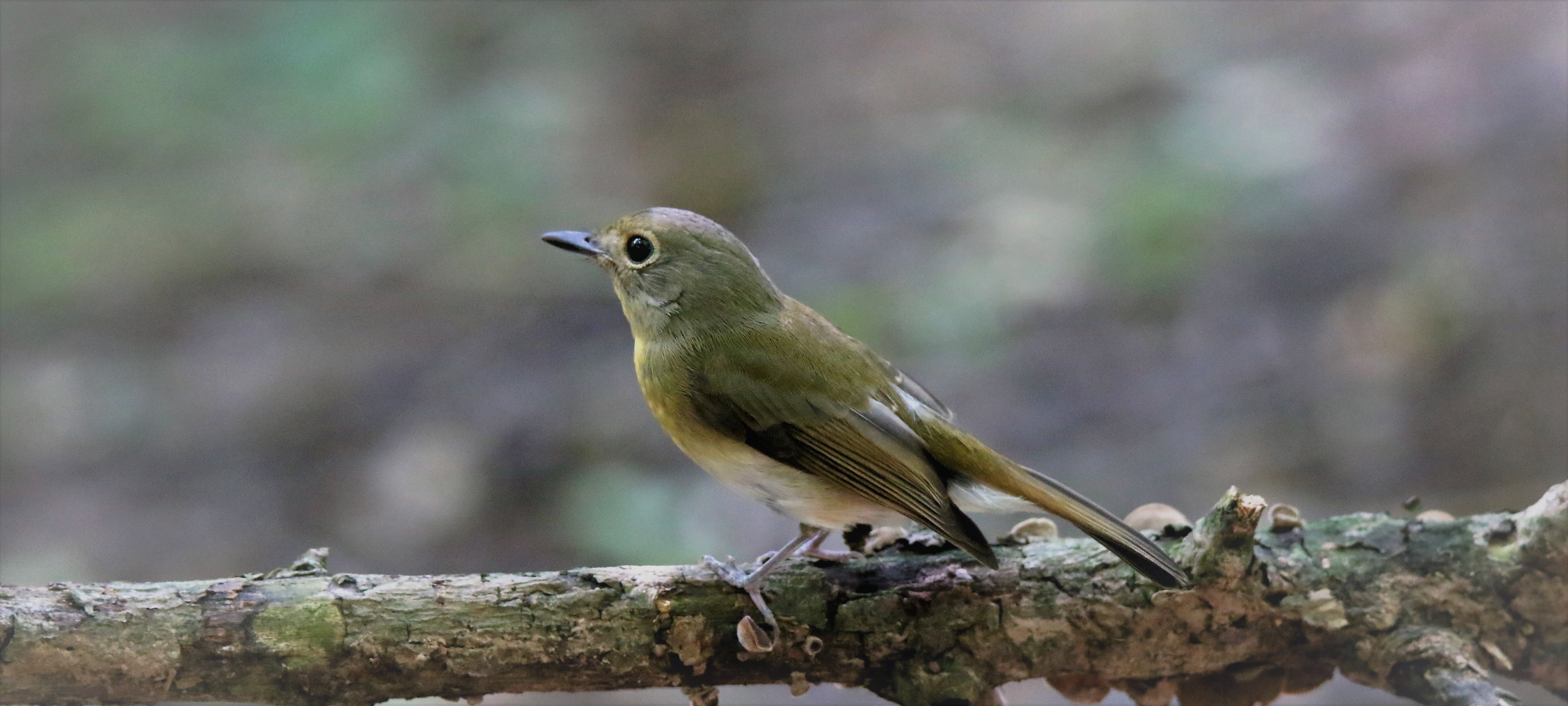
Đớp ruồi Hải Nam (chim mái)